# Trifolium pratense

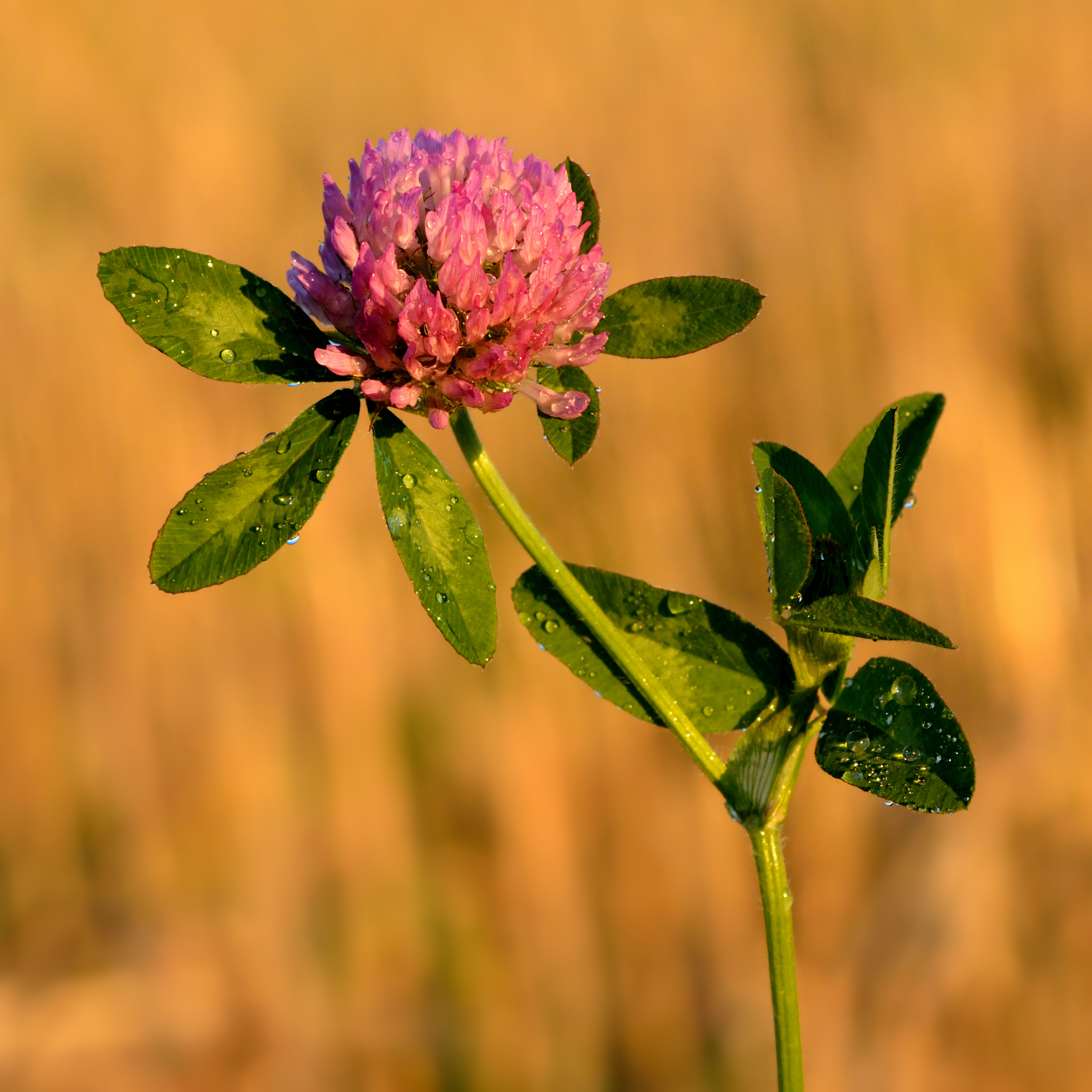

Il trifoglio dei prati (Trifolium pratense L.), detto anche trifoglio rosso o trifoglio violetto, è una pianta erbacea perenne della famiglia delle Fabacee, nativa dell'Eurasia e del Nord Africa.

## Descrizione
Il trifoglio rosso è una pianta erbacea perenne a vita breve (nonostante la denominazione, in Italia ha un ciclo di vita che rarissimamente supera i due anni). Varia in dimensioni, andando da 20 a 80 cm di altezza. Ha un fittone molto ramificato che gli permette di sopportare la siccità e gli dà un buon effetto di sostegno sul terreno.
Le foglie sono alternate, trifogliate (cioè con tre foglioline, ognuna di 15–30 mm di lunghezza e 8–15 mm di larghezza), verdi con una caratteristica mezzaluna pallida sulla metà esterna della foglia; il picciolo è lungo 1–4 cm, con due stipole basali che si assottigliano improvvisamente in una punta simile a una setola.
I fiori sono rosa più o meno intenso, tendente al violaceo, con base più chiara, lunghi 12–15 mm, apparenti come una densa infiorescenza a capolino.
Il frutto è un piccolo legume contenente un unico seme.

## Biologia
Si riproduce per impollinazione incrociata ad opera di insetti impollinatori (api, bombi).

## Coltivazione
La pianta resiste ottimamente al freddo, arrivando a popolare suoli fino ai 2600 m sul livello del mare. La buona adattabilità di questa foraggera ai terreni di montagna è confermata anche dalla sua buona tolleranza all'acidità: la pianta trova in un pH del suolo compreso tra 6 e 7 il proprio livello ottimale, ma si riesce ad ottenere buone produzioni anche con pH compresi tra 6 e 7,5.
Trifolium pratense non è eliofilo quanto le altre leguminose, quindi si presta alla trasemina. Tuttavia è notevolmente danneggiato dal secco, quindi per tutto il ciclo vegetativo necessità di regolari apporti d'acqua. Non sopporta comunque i ristagni: nel caso di irrigazione è importante irrigare con piccoli quantitativi piuttosto regolarmente, piuttosto che fornirgli elevati apporti idrici che possono essere anche più dannosi della siccità.

## Usi
Coltivata, oggi come nel passato, come foraggera; è preferita nel ciclo della rotazione delle colture poiché Trifolium pratense possiede a livello delle radici la capacità di vivere in simbiosi con specie batteriche (gen. Rhizobium/Phyllobacterium) in grado di fissare l'azoto atmosferico in ammonio, che disciolto nel suolo è la fonte principe di azoto per le piante. Com'è noto, l'azoto è indispensabile a tutte le piante per la formazione delle proteine strutturali, che costituiscono lo scheletro o struttura portante della pianta. Ottima erba da foraggio, tanto che era chiamata nei secoli passati "erba da latte" per i bovini (tale appellativo è ancora in uso presso gli anziani contadini).
Per la sua bellezza, è molto usata come pianta ornamentale.
I fiori del Trifoglio rosso sono commestibili e possono essere usati per guarnire ogni tipo di piatto. Possono perfino essere trasformati in farina.

### Usi medici
Nella medicina popolare gli infusi di trifoglio venivano utilizzati nel trattamento dell'ipercloridria.